# Ardla
Koordinaten: 58° 30′ N, 23° 6′ O
Ardla ist ein Dorf (estnisch küla) auf der größten estnischen Insel Saaremaa. Es gehört zur Landgemeinde Saaremaa (bis 2017: Landgemeinde Pöide) im Kreis Saare.
Das Dorf hat 46 Einwohner (Stand 31. Dezember 2011). Es liegt 45 Kilometer nordöstlich der Inselhauptstadt Kuressaare.